# Graphis albida
Graphis albida is een slakkensoort uit de familie Tofanellidae. De wetenschappelijke naam werd in 1798 gepubliceerd door Kanmacher.